# 補灰蝶屬
補灰蝶屬（學名：Bullis）是線灰蝶亞科瑤灰蝶族裡的一個屬。分佈於東南亞。

## 物種
- 補灰蝶 Bullis buto
- 艾洛補灰蝶 Bullis elioti
- 點補灰蝶 Bullis stigmata